# Playdurizm
Playdurizm és una pel·lícula del 2020 dirigida per Gem Deger. Es va estrenar el 2020 al Festival de Cinema i Música Underground de Lausana. S'ha doblat i subtitulat al català.

## Sinopsi
La pel·lícula segueix la història d'un adolescent que es veu atrapat en una realitat paral·lela amb el seu ídol preferit.

## Repartiment
- Austin Chunn com a Andrew
- Gem Deger com a Demir
- Issy Stewart com a Drew